# Internationale Cricket-Saison 1936/37
Die internationale Cricket-Saison 1936/37 fand zwischen November 1936 und März 1937 statt. Als Wintersaison wurden vorwiegend Heimspiele der Mannschaften aus Südasien, der Karibik und Ozeanien ausgetragen.

## Überblick

### Internationale Touren
| Beginn           | Heimteam   | Auswärtsteam | Resultate | Artikel |
| Beginn           | Heimteam   | Auswärtsteam | Test      | Artikel |
| ---------------- | ---------- | ------------ | --------- | ------- |
| 4. Dezember 1936 | Australien | England      | 3–2 [5]   | Artikel |

## Nationale Meisterschaften
Aufgeführt sind die nationalen Meisterschaften der Full Member des ICC.
| Land       | First-Class              |
| ---------- | ------------------------ |
| Australien | Sheffield Shield 1936/37 |
| Indien     | Ranji Trophy 1936/37     |
| Neuseeland | Plunket Shield 1936/37   |
| Südafrika  | Currie Cup 1936/37       |